# Stanley Brodsky
Stanley J. Brodsky (9 de gener de 1940) és un físic teòric estatunidenc i professor emèrit al Laboratori Nacional SLAC de la Universitat Stanford.

## Biografia
Stan Brodsky va obtenir la llicenciatura i doctorat en físiques el 1961 i 1964 respectivament. El seu supervisor de tesi fou Donald Yennie a la Universitat de Minnesota. Després de dos anys com a investigar postdoctoral amb Tsung-Dao Lee a la Universitat de Colúmbia, el 1966 va començar a treballar a SLAC, on va esdevenir professor el 1976.
La recerca de Brodsky s'ha focalitzat en la teoria de la cromodinàmica quàntica que descriu les interaccions fortes entre quarks i gluons. El 1987 va rebre un Premi Alexander Von Humboldt. El seu article del 1973 amb Glennys Farrar, Scaling Laws at Large Transverse Momentum (Phys. Rev. Lett. 31, 1153–1156), i el del 1980 amb Peter Lepage, Exclusive Processes in Perturbative Quantum Chromodynamics (Phys. Rev. D 22, 2157–2198), el van fer mereixedor del Premi Sakurai de Física Teòrica de Partícules el 2007 per les seves "aplicacions de la teoria quàntica perturbativa a aspectes crítics de la física de partícules elementals, en particular, en l'anàlisi de processos d'interacció forts exclusius durs." El 2015 va rebre el Premi internacional Pomeranchuk de física teòrica.